# Per Olav Kaldestad
Per Olav Kaldestad, född 26 juni 1947 i Husnes i Norge, är en norsk författare.
Han är utbildad i engelska, norska och allmän litteraturvetenskap. Han arbetade som norsklärare på Stord lærarhøgskule fram till 1997. Sedan dess har han varit författare på heltid på nynorsk och är bäst känd för sina barnböcker. Kaldestad var också redaktör på tidskriften Profil (1974–1975) och Basar (1979–1981).
Per Olav Kaldestad har varit ledare för organisationen Norske barne- og ungdomsbokforfattere. Han bor på ön Stord i Vestland fylke.  

## Priser
- 1993: Hedersdiplom i Pier Paolo Vergetio (Europeisk barnbokpris) i klassen för poesi för boken Sola klappar meg [3]
- 1997: Samlagsprisen [4]
- 2001: Askeladdprisen [5]